# L'Homme de Saint-Pétersbourg
L'Homme de Saint-Pétersbourg (The Man from St Petersburg) est un roman britannique de Ken Follett paru en 1982.
En juin 1914, un lord et un prince russe cherchent les termes d'un traité d'alliance pour le conflit imminent. Un anarchiste russe doit faire échouer cette mission.
Ce roman décrit les rouages qui conduisirent à la Première Guerre mondiale, ainsi que les questions que se pose une jeune aristocrate de 18 ans à qui sa mère a tout caché de la vie.